# Instant Composers Pool
L'Instant Composers Pool est un label autant qu'un groupe néerlandais de musique improvisée fondé en 1967.

## Histoire
En 1967 le saxophoniste Willem Breuker, le pianiste Misha Mengelberg et le batteur Han Bennink fondent le label ICP à Amsterdam. Mengelberg et Bennink jouent ensemble depuis 1961 ;  ils ont fait partie du quartet de Eric Dolphy en 1964, comme en témoigne l'album enregistré en public Last Date (en). Mengelberg est lié au mouvement Fluxus et a créé des compositions basées sur des jeux musicaux.
Leur style musical, le free jazz européen, ne suscitant pas l'intérêt des labels, ils décident de créer une coopérative pour sortir leurs propres disques. C'est Misha Mengelberg qui trouve le nom du label, considérant que l'improvisation est une composition instantanée.
Leur premier album fut un duo acoustique de Bennink et Breuker. Le deuxième, éponyme, était un trio formé par John Tchicai, Bennink et Mengelberg.

## Discographie
- ICP 001 : Willem Breuker/Han Bennink New Acoustic Swing Duo LP (1967)
- ICP 002 : Misha Mengelberg/Han Bennink/John Tchicai Instant Composers Pool LP (1968)
- ICP 003 : Willem Breuker Lunchconcert For Three Barrelorgans LP
- ICP 004 : Han Bennink/Derek Bailey' LP
- ICP 005 : Misha Mengelberg/John Tchicai/Han Bennink/Derek Bailey Fragments LP
- ICP 006 : Misha Mengelberg/Paul Rutherford/Peter Bennink/Peter Brötzmann/Evan Parker/Han Bennink/Derek Bailey Groupcomposing LP (1971)
- ICP 007/008 : Various artists Instant Composers Pool 2×LP (1970)
- ICP 009 : Willem Breuker The Message LP (1971)
- ICP 010 : Misha Mengelberg/Han Bennink Instant Composers Pool LP (1972)
- ICP 011 : Han Bennink Solo LP
- ICP 012 : Maarten van Regteren Altena Handicaps LP
- ICP 013 : Misha Mengelberg/Han Bennink Een Mirakelse Tocht six 7" flexi-discs (1972)
- ICP 013 : Misha Mengelberg/Han Bennink Midwoud '77 LP (1974)
- ICP 014/SAJ 03 : Misha Mengelberg/Han Bennink Einepartietischtennis LP (1974)
- ICP 015 : Eric Dolphy/Misha Mengelberg/Jacques Schols/Han Bennink Epistrophy LP
- ICP 016 : Steve Lacy Lumps LP
- ICP 017/018 : Misha Mengelberg/Han Bennink Coincidents double cassette (1976)
- ICP 019 : Maarten van Regteren Altena Tuning the Bass LP
- ICP 020 : ICP 10-tet Tetterettet LP (1977)
- ICP 021 : Dudu Pukwana/Han Bennink/Misha Mengelberg Yi Yole LP
- ICP 022 : ICP Orchestra Live Soncino LP
- ICP 023 : Misha Mengelberg/Han Bennink Bennink Mengelberg LP
- ICP 024 : Misha Mengelberg & ICP Orchestra Japan Japon LP (1982)
- ICP 025 : ICP Orchestra Extension Red White and Blue (Herbie Nichols) cassette (1984)
- ICP 026 : ICP Orchestra Two Programs: Herbie Nichols/Thelonious Monk CD (1987)
- ICP 027 : Han Bennink Solo VHS
- ICP 028 : ICP Orchestra Bospaadje Konijnehol I CD (1990)
- ICP 029 : ICP Orchestra Bospaadje Konijnehol II CD (1991)
- ICP 030 : Misha Mengelberg Mix CD
- ICP 031 : Misha Mengelberg/Han Bennink MiHa CD + anniversary book
- ICP 032 : Wolter Wierbos X Caliber CD
- ICP 033 : Tobias Delius 4 Tet The Heron CD
- ICP 034 : Tobias Delius 4 Tet Toby's Mloby CD
- ICP 035 : Han Bennink Solo
- ICP 036 : Tristan Honsinger A Camel's Kiss CD
- ICP 037 : Steve Beresford/Han Bennink B + B (in Edam) CD
- ICP 038 : Mary Oliver Witchfiddle CD
- ICP 039 : Tobias Delius 4 Tet Pelikanismus CD
- ICP 040 : ICP Orchestra Oh, My Dog! CD (2001)
- ICP 041 : Mary Oliver/Thomas Lehn/Han Bennink Pica Pica CD (2004)
- ICP 042 : ICP Orchestra Aan & Uit CD (2004)
- ICP 043 : ICP Orchestra Weer is een Dag Voorbij CD (2005)
- ICP 044 : Misha Mengelberg Afijn CD (2006)
- ICP 045 : Alessandra Patrucco/Tristan Honsinger/Misha Mengelberg/Ab Baars/Han Bennink Circus CD (2006)
- ICP 046 : ICP Orchestra Live at the Bimhuis CD
- ICP 047 : Oliver & Heggen Oh, Ho! CD
- ICP 048 : Tobias Delius 4 Tet Luftlucht CD (2010)
- ICP 049 : ICP Orchestra ICP Orchestra CD (2010)
- ICP 050 : ICP Orchestra !ICP! 050 LP (2010)
- ICP 1275-1 : Various artists Complete Boxed Catalogue (limited edition) 52 CD + 2 DVD + book + blueprint (2012)
- ICP 051 : ICP Orchestra East of the Sun CD (2014)